# Monteforno
Die Monteforno, Acciaierie e Laminatoi SA, informell Metallwerke Monteforno, war ein Stahlwerk mit Sitz in Bodio im Schweizer Kanton Tessin, dessen Betrieb in der Nachbargemeinde Giornico lag.

## Geschichte
Monteforno wurde 1946 gegründet. 1971 zählte Monteforno 1750 Beschäftigte und war damit das grösste Industrieunternehmen im Kanton Tessin. Gearbeitet wurde im Dreischichtenbetrieb. 1977 wurde Monteforno durch die Firma Von Roll übernommen, die in fortschreitendem Masse Arbeitsplätze abbaute.
Unter massiven Protesten der Belegschaft und Vertretern der Region beschloss Von Roll 1994 den Betrieb der Monteforno einzustellen. Seitens der Gewerkschaften wurde ein Verkauf von Monteforno durch Von Roll angestrebt, um mit einem neuen Eigner das Werk weiterzuführen und die letzten 340 Arbeitsplätze zu retten. Von Roll bot keine Hand dazu, und das Werk wurde am 31. Januar 1995 geschlossen. Bereits ein Jahr vor der Schliessung von Monteforno wies die Region Tre Valli mit 9 Prozent die weitaus höchste Arbeitslosenquote der Schweiz auf.
Zehn Jahre nach der Schliessung verkaufte Von Roll die Liegenschaften in Bodio.
Anfang der 2000er-Jahre sollte das Areal zu einem Eisenbahnmuseum umfunktioniert werden, diese Idee scheiterte jedoch. Bis Ende der 2000er-Jahre wurde das Areal noch zur Abstellung von historischen Fahrzeugen der Firma Classic Rail AG verwendet.
2022 hat das Bundesamt für Strassen (ASTRA) auf dem ehemaligen Monteforno-Areal ein Schwerverkehrskontrollzentrum (SVKZ) eröffnet. Zuvor musste das Areal einer Bodensanierung unterzogen werden.

## Belege
1. ↑  Stellungnahme des Bundesrates im Nationalrat vom 12. Juni 1995
2. ↑  Nationalrats-Postulat 95.3137 vom 22. März 1995
3. ↑  Stellungnahme des Bundesrates im Nationalrat vom 12. Juni 1995
4. ↑  NZZ Online, 2. August 2004.
5. ↑  A2 Giornico: Inbetriebnahme des neuen Schwerverkehrskontrollzentrums. In: admin.ch Bundesamt für Strassen ASTRA. 2. Dezember 2022, abgerufen am 9. Dezember 2022.